# 素敵な日々
『素敵な日々』（すてきなひび）は、JIGGER'S SONのアルバム、及びシングル。

## 概要
TRIAD移籍後初となるアルバム。共同プロデューサーに土方隆行を迎え、これまで多用していた鍵盤類を極力排除した基本的なバンドサウンドのみで音作りが為されている。楽曲制作の方針も意図的に変更し、覚はアコギ1本を抱えその場で閃いたフレーズから作曲し、デモを聴いたメンバーが本能のままにプレイしてレコーディングを進めた。
ジャケットはコロムビアの屋上で撮影。中央に鎮座する赤い人形は覚が考案したドロシーリトルハッピーという名前の小悪魔。ドキンちゃんとキユーピーを混ぜたような容姿で、1998年までJIGGER'S SONのマスコット的な立場で随所に登場していた。名前は後に覚がプロデュースを担当したアイドルグループに流用している。
リリース後の4月よりTBCラジオ「坂本覚の素敵な日々」がスタート。併せてバンド史上最多本数を回るライブツアーを6月まで敢行した。

## 収録曲
M-4を除く全曲の作詞・曲：坂本覚
1. 素敵な日々
後にシングルカット。
2. 流星
11thシングル曲。「バンドが今やりたいこととレコード会社の方針がマッチした嬉しい曲」と覚が評する。「星の王子さま」をモチーフ[5]にしている。
3. やっぱり僕だけ
4. バイバイ
作曲：坂本覚・渡辺洋一
10th(マキシ)シングル表題曲。
5. 歓びの歌
6. 素敵な呪文
7. Film
前年夏からライブで披露されていた。
8. パズル
9. 光の扉
10. 春
アコーディオンソロは覚がシンセで手弾きしている[6]。
11. 紫の花
前年夏からライブで披露されていた。10thシングルM-3と同じバージョン。

## シングル
1. 素敵な日々
2. ワンダイムの夢
FM青森「坂本さとる ONE DIMEの夢」(1996年3月終了)にて制作された楽曲。詞に使用されたフレーズのいくつかはリスナー応募からの採用で、共作詞を「L.O.D.(Listener of One Dime)」とし印税も折半している[7]。シングルリリースが急遽決まったため収録された。
3. 素敵な日々（Instrumental）